# Maytenus vitis-idaea
Maytenus vitis-idaea là một loài thực vật có hoa trong họ Dây gối. Loài này được Griseb. mô tả khoa học đầu tiên năm 1874.